# Rhombusantenne

Rhombus-Antenne mit Abschlusswiderstand

Rhombus-Antenne mit offenem Ende

Entstehung der Richtwirkung. Jede der vier Seiten strahlt kegelmantelförmig ab, die parallelen Strahlrichtungen addieren sich zur Gesamtkeule.

Eine Rhombusantenne ist eine rautenförmige Richtantenne. Sie wurde in den 1940er Jahren von Edmond Bruce und Harald Friis erfunden.
Dieser Antennentyp benötigt viel Aufbaufläche, bietet jedoch aufgrund seiner einfachen Bauweise einen hohen Wirkungsgrad, da die Sendeenergie in einer flachen und schmalen Keule abgestrahlt wird. Die Rhombusantennen kommen hauptsächlich im Frequenzbereich der Kurzwelle zum Einsatz.

## Aufbau
Rhombusantennen unterscheiden sich in zwei Varianten. Die am Ende offene Version, welche bidirektional abstrahlt, und die häufiger verwendete geschlossene Variante, welche am Ende einen Abschlusswiderstand benötigt und unidirektional in Richtung zu der Seite mit dem Abschlusswiderstandes strahlt.
Die Antenne besteht im Wesentlichen aus zwei symmetrisch gespeisten, horizontal verlaufenden Drähten, die aufgespreizt und wieder zusammengeführt werden. Die Schenkellänge sollte dabei etwa das Dreifache der längsten Wellenlänge betragen. Die Aufbauhöhe beträgt etwa eine halbe Wellenlänge über Grund. Anstelle eines Abschlusswiderstandes kann jedoch auch eine sogenannte Schluckleitung aus Widerstandsdraht mit mindestens der 6-fachen Wellenlänge verwendet werden, an deren Ende ein Schluckwiderstand angeschlossen wird.
Die Sendereinspeisung erfolgt meist mit einer offenen Bandleitung, die bei Rhombusantennen die billigste Lösung darstellt, weil sie mit einer Impedanz von 600 Ohm gebaut werden kann, was annähernd jener der Antenne entspricht.